# Misiliscemi
Misiliscemi is een gemeente op Sicilië, Italië, in de provincie Trapani. De gemeente grenst aan de gemeenten Marsala, Paceco en Trapani.

## Oprichting
Het gebied van Misiliscemi was vanaf 1945 grondgebied van de gemeente Trapani, maar werd door de gemeente Paceco gescheiden van de rest van deze stad. 
De zelfstandige gemeente Misiliscemi werd opgericht in 2021 als resultaat van het referendum van 2018, waarin de inwoners van de acht zuidelijke frazioni van Trapani voor de vorming van Misiliscemi stemden, met 3.752 stemmen voor van de 7.530 kiezers.

## Oorsprong van de naam
Het gebied dankt zijn naam aan de rivier Misiliscemi, die het gebied doorkruist. Deze naam is afgeleid van Masil Escemmu, van het arabisch Manzil-al-Escemmu, dat "hoge plaats waar water stroomt" betekent. In feite was het gebied, ongeveer 100 meter boven de zeespiegel, ooit vol met bronnen.

## Deelgemeenten (frazione)
Fontanasalsa, Guarrato, Locogrande, Marausa, Palma, Pietretagliate, Rilievo en Salinagrande.
Alcamo · Buseto Palizzolo · Calatafimi-Segesta · Campobello di Mazara · Castellammare del Golfo · Castelvetrano · Custonaci · Erice · Favignana · Gibellina · Marsala · Mazara del Vallo · Paceco · Pantelleria · Partanna · Petrosino · Poggioreale · Salaparuta · Salemi · San Vito Lo Capo · Santa Ninfa · Trapani · Valderice · Vita